# Heartland Glassworks
Heartland Glassworks war ein US-amerikanischer Hersteller von Automobilen.

## Unternehmensgeschichte
Das Unternehmen hatte seinen Sitz in Bartlesville in Oklahoma. Es stellte Automobile und Kit Cars her. Der Markenname lautete Heartland, evtl. mit dem Zusatz Glassworks. Der Produktionszeitraum wird überwiegend mit etwa 1985 bis 1990 oder von 1985 bis 1990 angegeben. Eine Quelle nennt dagegen 1981 bzw. von 1981 bis  maximal 1993.

## Fahrzeuge
Das einzige Modell Manx SR basierte auf einem Modell von Karma Coach Works, die es ihrerseits von Meyers Manx übernommen hatten. Es war eine Art VW-Buggy. Allerdings bot die Karosserie mehr Wetterschutz. Auffallend waren das Targadach und die Türen, die ähnlich wie beim Lamborghini Countach nach vorne oben öffneten. Die Basis bildete ein Fahrgestell vom VW Käfer.